# Todos los pecados del mundo
 Todos los pecados del mundo es una película de comedia mexicana-argentina de 1972, producida y escrita por Alfredo Ruanova, coescrita y dirigida por Emilio Gómez Muriel, y protagonizada por Pepe Marrone, Mauricio Garcés, Susana Giménez, Elena Sedova, Susana Brunetti y Vicente Rubino.

## Sinopsis
Los 7 pecados capitales en distintos episodios.

## Reparto
Participaron en el filme los siguientes intérpretes:
- Mauricio Garcés
- Pepe Marrone
- Susana Giménez
- Susana Brunetti
- Vicente Rubino
- Claudia Islas
- María Concepción César
- Beba Granados
- Javier Portales
- Ricardo Passano
- Fidel Pintos
- Marcos Zucker
- Elena Sedova
- Semillita
- Mauricio Garcés
- Jorge Rivera López
- Jorgelina Aranda

## Comentarios
César Magrini en El Cronista Comercial escribió:

”El peor de todos… el de haber concretado semejante sucesión de imágenes en la pantalla.”

Gente opinó:

”Consejo: No peque, no vaya.”

Clarín dijo:

”Con segmentos de monólogo revisteril… filmación rudimentaria y un montaje árido.”